# Aphodius immundus
Aphodius immundus (лат.) — вид пластинчатоусых жуков из подсемейства афодин.
Имаго длиной 5—7 мм. Тело жёлто-коричневое. Голова, переднеспинка и ноги светло-коричневые. Надкрылья матовые, шагренированные. Отличительные признаки вида: наличник с едва заметной выемкой по переднему краю, плечевой угол с маленьким острым зубчиком.

## Синонимы
В синонимику вида входят следующие биномены:
- Aphodius immundus (Creutzer, 1799)
- Bodilus immundus (Creutzer, 1799)